# Mecsekpölöske
Mecsekpölöske is een plaats (község) en gemeente in het Hongaarse comitaat Baranya. Mecsekpölöske telt 459 inwoners (2001).